# Gallup Glacier
Gallup Glacier är en glaciär i Antarktis. Den ligger i Västantarktis. Nya Zeeland gör anspråk på området. Gallup Glacier ligger 1 781 meter över havet.
Terrängen runt Gallup Glacier är varierad. Trakten är obefolkad. Det finns inga samhällen i närheten.